# Герценберг, Григорий Рафаилович
Григорий Рафаилович Герценберг (1910, Винница — 1996, Москва) — советский учёный в области энергетики, доктор технических наук, лауреат Ленинской премии.

## Биография
Окончил Киевский политехнический институт (1933). С 1936 года и до последних дней жизни работал в Москве во Всесоюзном электротехническом институте (ВЭТИ): инженер, старший научный сотрудник (1946), зав. лабораторией.
Специалист в области автоматического регулирования энергосистем. Некоторые научно-конструкторские разработки:
- электронный регулятор напряжения, регулятор тока для масс-спектроскопии,
- электронный регулятор, обеспечивающий устойчивость работы энергосистем
- первый в мире электронный регулятор возбуждения сильного действия (для Волжской ГЭС),
- электроприставка для регулирования работы паровой турбины.

Кандидат технических наук (1946). Доктор технических наук (1965).
Похоронен на Донском кладбище.

## Награды и премии
- 2 ордена «Знак Почёта» (в том числе 16.05.1947)
- медали
- Ленинская премия (1961) — за разработку и внедрение автоматических регуляторов возбуждения сильного действия для мощных гидрогенераторов и синхронных компенсаторов